# Hadennia prunosa
Hadennia prunosa là một loài bướm đêm trong họ Noctuidae.